# Norge i olympiska sommarspelen 1972
Norge deltog med 112 deltagare vid de olympiska sommarspelen 1972 i München. Totalt vann de fyra medaljer och slutade på tjugoförsta plats i medaljligan.

## Medaljer

### Guld
- Knut Knudsen - Cykling, förföljelselopp 4 km
- Leif Jenssen - Tyngdlyftning, lätt tungvikt

### Silver
- Frank Hansen och Svein Thøgersen - Rodd, dubbelsculler

### Brons
- Egil Søby, Steinar Amundsen, Tore Berger och Jan Johansen - Kanotsport, K4 1000 m